# بیوو، آستارا
بیوو (به لاتین: Bio) یک منطقه مسکونی در جمهوری آذربایجان است که در شهرستان آستارا واقع شده است.

## ریشه واژه
بیو از دو واژه تالشی بیه به‌معنای سرد و اُو به‌معنای آب تشکیل شده‌است و معنای کلی آن به‌صورت آب‌سرد است. برخی نیز آن را برگرفته از دو واژه تالشی بوی به معنی بو و اُو به معنی آب و با معنای کلی آب خوش‌بو و معطر می‌دانند.